# Ture Ödlund
Ture Michael Ödlund (Njurunda, 15 maggio 1894 – Stoccolma, 14 dicembre 1942) è stato un giocatore di curling svedese.

## Biografia
Partecipò all'età di 29 anni ai I Giochi olimpici invernali edizione disputata a Chamonix (Francia) nel 1924, riuscendo a vincere una medaglia d'argento nella Svezia I con i connazionali Johan Petter Åhlén, Victor Wetterström e Carl August Kronlund.
Nell'edizione l'oro andò ai britannici e il bronzo alla Francia.